# Kate Beckinsale
Kathrin Romany Beckinsale (London, 1973. július 26. –) angol színésznő, modell.
Kisebb televíziós szerepeket követően a Sok hűhó semmiért (1993) című filmben debütált a mozivásznon, ekkor még az Oxfordi Egyetem hallgatójaként. Ezt követően brit kosztümös drámákban szerepelt: Jütland hercege (1994), Emma (1996), Az aranyserleg (2000). Amerikai filmekben az 1990-es évek második felétől játszott, elsőként A diszkó végnapjaiban (1998) és a Börtönpalotában (1999). Fontosabb szerepeket kapott a Pearl Harbor – Égi háború (2001) című háborús drámában, a Szerelem a végzeten (2003) című romantikus filmben, a Kisördögök (2003) című vígjáték-drámában, az Aviátor (2004) című életrajzi drámában, valamint a Távkapcs (2006) című fantasy vígjátékban.
Az akcióhorror műfajú Underworld-filmekben (2003–2016) Selene-t formálta meg. További akciófilmes szerepei voltak a Van Helsing (2004), a Vakító fehérség (2009), a Csempészek (2012) és Az emlékmás (2012) című filmekben.
Emellett további drámai szerepeket is vállalt: Angyal a hóban (2007), Láncra vert igazság (2008), Mindenki megvan (2009), Szerelem és barátság (2016).

## Életpályája
Színészcsaládból származik, fiatalon elhunyt édesapja brit televíziós produkciókban szerepelt, édesanyja színpadi színésznő volt. Kezdetben a fiatal Kate is tévéfilmekben kapott szerepet, de Kenneth Branaghnak hamar feltűnt a tehetsége, ezért szerepet osztott rá a Sok hűhó semmiértben. 1995-ben Aidan Quinn és John Gielgud mellett játszhatott a Megkísértve (Haunted) című thrillerben. 1998-ban egy vígjátékban, A diszkó végnapjaiban (The Last Days of Disco) szerepelt. Egy évvel később a Börtönpalota című, thaiföldi drogcsempészetről és ennek kemény megtorlásáról szóló börtöndrámában kapott lehetőséget Claire Danes társaként.
Az igazi kiugrást a 2001-es év jelentette Beckinsale számára, amikor Michael Bay rendező Ben Affleck és Josh Hartnett mellett főszerepet szánt neki a Pearl Harbor – Égi háború című romantikus, háborús filmben. A kritika ugyan fanyalogva fogadta a filmet, de az amerikai közönség köreiben sikeres volt. A fiatal Hartnett mellett Beckinsale-re is felfigyeltek. Szintén ebben az évben John Cusack oldalán játszott a Szerelem a végzeten (Serendipity) című romantikus filmben. 2003-ban az ő nevével fémjelezve készült el az Underworld című film, melyben egy vámpírlányt formált meg. Egy évvel később hasonló szerepet vállalt el Hugh Jackman oldalán a Van Helsingben, ebben a vámpírok ellen harcolt. 2004-ben komolyabb filmben is szerepelt, Martin Scorsese felkérésének igent mondva az Aviátorban (The Aviator) Ava Gardnert keltette életre hitelesen. 2006-ban ismét könnyebb hangvételű filmek következtek, előbb az Underworld folytatása jött, az Underworld: Evolúció, majd Adam Sandler partnere volt a Távkapcsban (Click). 2007-ben az Elhagyott szoba (Vacancy) című thrillerben volt látható.
2000-ben a #85 lett a Maxim magazin a világ 100 legszexisebb nője listán.

## Filmográfia

### Film
| Év   | Magyar cím                          | Eredeti cím                        | Szerep                      | Magyar hang        | Rendezők                 |
| ---- | ----------------------------------- | ---------------------------------- | --------------------------- | ------------------ | ------------------------ |
| 1993 | Sok hűhó semmiért                   | Much Ado About Nothing             | Hero                        | Tóth Ildikó        | Kenneth Branagh          |
| 1994 | Jütland hercege                     | Prince of Jutland                  | Ethel                       |                    | Gabriel Axel             |
| 1994 | Lóhalálában                         | Uncovered                          | Julia                       |                    | Jim McBride              |
| 1995 | Marie-Louise, avagy a kimenő        | Marie-Louise ou la Permission      | Marie-Louise                | Murányi Tünde      | Manuel Flèche            |
| 1995 | Megkísértve                         | Haunted                            | Christina Mariell           | Tóth Ildikó        | Lewis Gilbert            |
| 1997 | Kóklerek                            | Shooting Fish                      | Georgie                     | Murányi Tünde      | Stefan Schwartz          |
| 1998 | A diszkó végnapjai                  | The Last Days of Disco             | Charlotte Pingress          | Kisfalvi Krisztina | Whit Stillman (1.)       |
| 1999 | Börtönpalota                        | Brokedown Palace                   | Darlene Davis               | Kisfalvi Krisztina | Jonathan Kaplan          |
| 2000 | Az aranyserleg                      | The Golden Bowl                    | Maggie Verver               | Györgyi Anna       | James Ivory              |
| 2001 | Pearl Harbor – Égi háború           | Pearl Harbor                       | Evelyn Johnson nővérhadnagy | Horváth Lili       | Michael Bay              |
| 2001 | Szerelem a végzeten                 | Serendipity                        | Sara Thomas                 | Létay Dóra         | Peter Chelsom            |
| 2002 |                                     | Laurel Canyon                      | Alex Elliot                 |                    | Lisa Cholodenko          |
| 2003 | Underworld                          | Underworld                         | Selene                      | Kéri Kitty         | Len Wiseman (1.)         |
| 2003 | Kisördögök                          | Tiptoes                            | Carol                       | Ruttkay Laura      | Matthew Bright           |
| 2004 | Van Helsing                         | Van Helsing                        | Anna Valerious              | Németh Borbála     | Stephen Sommers          |
| 2004 | Van Helsing – A londoni küldetés    | Van Helsing: The London Assignment | Viktória királynő (hangja)  |                    | Sharon Bridgeman         |
| 2004 | Aviátor                             | The Aviator                        | Ava Gardner                 | Németh Borbála     | Martin Scorsese          |
| 2006 | Underworld: Evolúció                | Underworld: Evolution              | Selene                      | Détár Enikő        | Len Wiseman (2.)         |
| 2006 | Távkapcs                            | Click                              | Donna Newman                | Gubás Gabi         | Frank Coraci             |
| 2007 | Angyal a hóban                      | Snow Angels                        | Annie Marchand              | Németh Borbála     | David Gordon Green       |
| 2007 | Elhagyott szoba                     | Vacancy                            | Amy Fox                     | Kisfalvi Krisztina | Antal Nimród             |
| 2008 | Szárnyas teremtmények               | Winged Creatures                   | Carla Davenport             | Németh Borbála     | Rowan Woods              |
| 2008 | Láncra vert igazság                 | Nothing but the Truth              | Rachel Armstrong            | Németh Borbála     | Rod Lurie                |
| 2008 | Elhagyott szoba 2. – Az első vágás  | Vacancy 2: The First Cut           | Amy Fox (archív felvétel)   |                    | Eric Bross               |
| 2009 | Underworld – A vérfarkasok lázadása | Underworld: Rise of the Lycans     | Selene                      |                    | Patrick Tatopoulos       |
| 2009 | Vakító fehérség                     | Whiteout                           | Carrie Stetko               | Németh Borbála     | Dominic Sena             |
| 2009 | Mindenki megvan                     | Everybody's Fine                   | Amy Goode                   | Pálfi Kata         | Kirk Jones               |
| 2011 |                                     | Underworld: Endless War            | Selene (hangja)             |                    | Juno John Lee            |
| 2012 | Csempészek                          | Contraband                         | Kate Farraday               | Németh Borbála     | Baltasar Kormákur        |
| 2012 | Underworld: Az ébredés              | Underworld: Awakening              | Selene                      | Kéri Kitty         | Måns Mårlind Björn Stein |
| 2012 | Az emlékmás                         | Total Recall                       | Lori Quaid                  | Kéri Kitty         | Len Wiseman (3.)         |
| 2013 | A Cate McCall-per                   | The Trials of Cate McCall          | Cate McCall                 | Németh Borbála     | Karen Moncrieff          |
| 2014 | A Stonehearst Elmegyógyintézet      | Stonehearst Asylum                 | Eliza Graves                | Ruttkay Laura      | Brad Anderson            |
| 2014 | Angyali szemek                      | The Face of an Angel               | Simone Ford                 | Németh Borbála     | Michael Winterbottom     |
| 2014 | Angyali szemek                      | The Face of an Angel               | Simone Ford                 | Kisfalvi Krisztina | Michael Winterbottom     |
| 2015 | Megtehetek bármit                   | Absolutely Anything                | Catherine West              | Kisfalvi Krisztina | Terry Jones              |
| 2016 | Szerelem és barátság                | Love & Friendship                  | Lady Susan Vernon           | Németh Borbála     | Whit Stillman (2.)       |
| 2016 | Elzárva a világ elől                | The Disappointments Room           | Dana                        | Ruttkay Laura      | D.J. Caruso              |
| 2016 | Underworld – Vérözön                | Underworld: Blood Wars             | Selene                      | Kéri Kitty         | Anna Foerster            |
| 2017 | New York-i afférok                  | The Only Living Boy in New York    | Johanna                     | Pikali Gerda       | Marc Webb                |
| 2018 | A bőrömben                          | Farming                            | Ingrid Carpenter            | Kisfalvi Krisztina | Adewale Akinnuoye-Agbaje |
| 2021 | Sokk                                | Jolt                               | Lindy Lewis                 |                    | Tanya Wexler             |
| 2022 | A rab lánya                         | Prisoner's Daughter                | Maxine                      |                    | Catherine Hardwicke      |
| 2023 | Bolondok paradicsoma                | Fool's Paradise                    | Christiana Dior             | Németh Borbála     | Charlie Day              |
| 2024 | Fekete kanári                       | Canary Black                       | Avery Graves CIA-ügynök     | Németh Borbála     | Pierre Morel             |

### Televízió
| Év   | Magyar cím           | Eredeti cím                     | Szerep                       | Megjegyzések                                     |
| ---- | -------------------- | ------------------------------- | ---------------------------- | ------------------------------------------------ |
| 1991 |                      | Devices and Desires             | Alice Mair fiatalon (hangja) | minisorozat (1 epizód)                           |
| 1991 | Elfújja a szél       | One Against the Wind            | Barbe Lindell                | tévéfilm                                         |
| 1992 |                      | Rachel's Dream                  | Rachel                       | rövidfilm                                        |
| 1993 |                      | Anna Lee: Headcase              | Thea Hahn                    | tévéfilm                                         |
| 1995 | Fura farm            | Cold Comfort Farm               | Flora Poste                  | tévéfilm                                         |
| 1996 | Emma                 | Emma                            | Emma Woodhouse               | - magyar hangja: - Hámori Eszter - Ruttkay Laura |
| 1998 | Alice Tükörországban | Alice through the Looking Glass | Alice                        | - tévéfilm - magyar hangja: - Györgyi Anna       |
| 2019 |                      | The Widow                       | Georgia Wells                | főszereplő (8 epizód)                            |
| 2021 |                      | Guilty Party                    | Beth Burgess                 | főszereplő és vezető producer                    |

## Fordítás
- Ez a szócikk részben vagy egészben  a   Kate Beckinsale című angol Wikipédia-szócikk fordításán alapul.  Az eredeti cikk szerkesztőit annak laptörténete sorolja fel. Ez a jelzés csupán a megfogalmazás eredetét és a szerzői jogokat jelzi, nem szolgál a cikkben szereplő információk forrásmegjelöléseként.